# Mudhol (Staat)
Mudhol war ein Fürstenstaat Britisch-Indiens auf dem Dekkan-Plateau im heutigen Bundesstaat Karnataka. Die Hauptstadt war Mudhol im heutigen Distrikt Bagalkot.
Mit einer Fläche von 953 km² und ca. 63.000 Einwohnern (1901) gehörte Mudhol zu den kleineren Fürstenstaaten. Er lag am Ufer des Ghataprabha-Flusses zwischen dem Fürstenstaat Jamkhandi, den Distrikten Bijapur und Belgaum der Provinz Bombay und einer zum Fürstenstaat Kolhapur gehörigen Exklave.

## Geschichte
Der Staat wurde von einer Marathen-Dynastie aus dem Clan der Ghorpade beherrscht. Die Vorfahren der Herrscher von Mudhol hatten das Gebiet ursprünglich vom Sultanat Bijapur als Lehen (jagir) erhalten. Während der Eroberungszüge Shivajis schlossen sie sich im 17. Jahrhundert aber der Marathen-Konföderation an. Nach Ende des Dritten Marathenkriegs (1817–1818) wurde Mudhol ein britisches Protektorat. Erst im Jahr 1922 nahmen die Herrscher den Titel Raja an. Nach der indischen Unabhängigkeit (1947) schloss sich Mudhol mit 15 weiteren Fürstenstaaten zu den United Deccan States zusammen, die am 5. Februar 1948 in den Bundesstaat Bombay eingegliedert wurden. Durch den States Reorganisation Act kam das Gebiet von Mudhol im Jahr 1956 zum Bundesstaat Mysore (1973 umbenannt in Karnataka).